# Kunčina Ves
Kunčina Ves là một làng thuộc huyện Blansko, vùng Jihomoravský, Cộng hòa Séc.